# Libro di emblemi

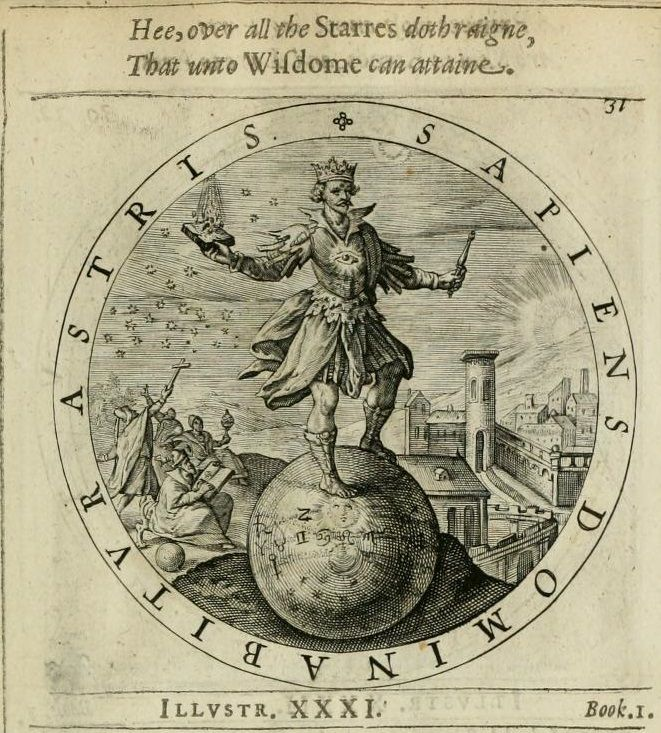
La Saggezza dal Book of Emblems di George Wither (Londra, 1635)

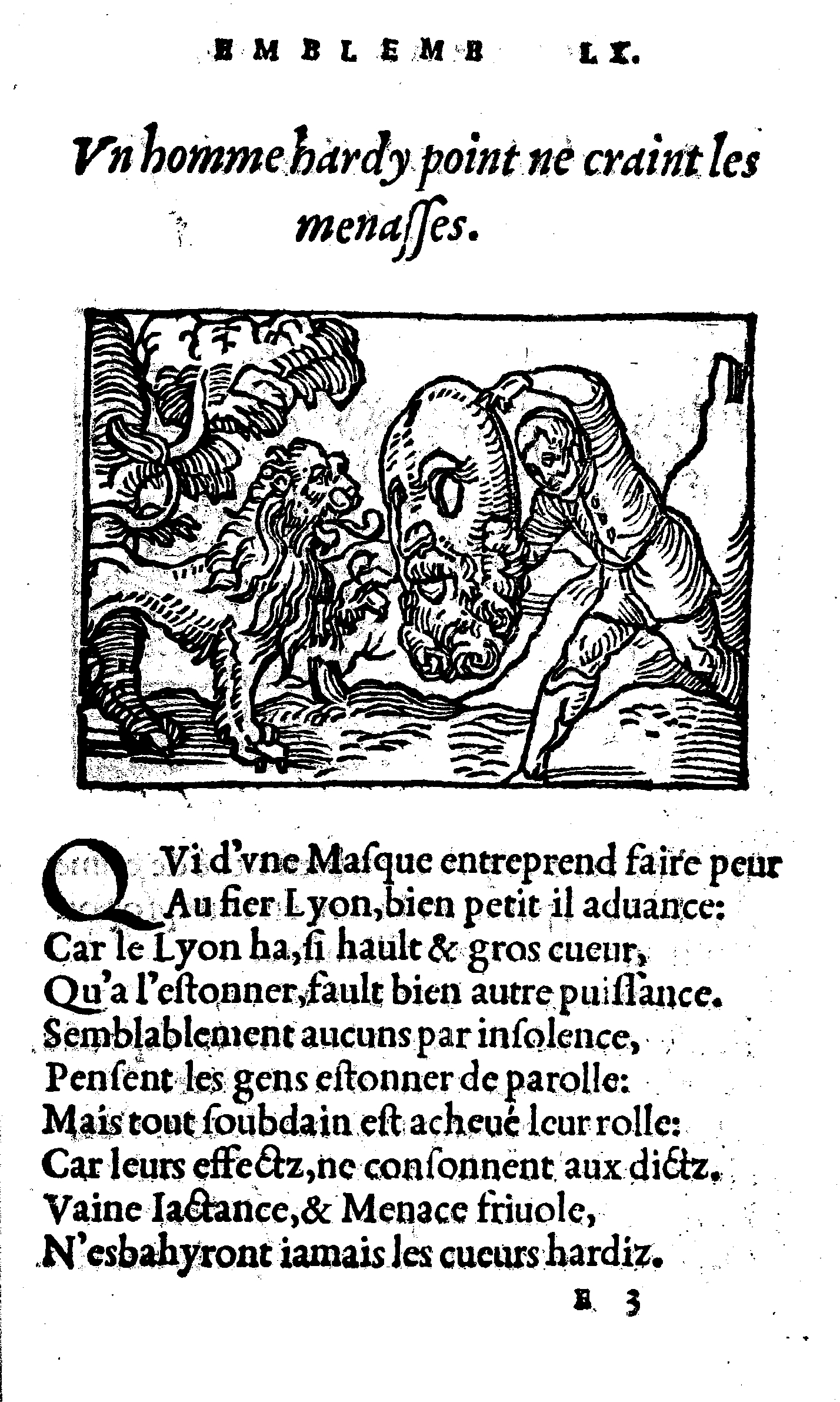
Xilografia tratta da Le Théâtre des bons engins di Guillaume de La Perrière, 1545.

Il libro di emblemi (o libro degli emblemi) è un tipo particolare di libro illustrato che si diffuse in Europa nel XVI e XVII secolo e che andarono a nutrire un genere letterario noto come emblematica. Di solito contenevano un centinaio di immagini, sole o accompagnate da testo, dette appunto «emblemi».

## Evoluzione
Gli studiosi non concordano sulla questione chiave se per emblemi si debbano considerare solo le immagini, o le immagini combinate con il testo che le accompagna. La questione sorge perché il primo libro di emblemi, Emblemata di Andrea Alciato, fu pubblicato in un'edizione non autorizzata in cui lo stampatore aveva scelto le xilografie senza consultare l'autore, il quale aveva diffuso i testi in forma manoscritta non illustrata.
I primi libri di emblemi non erano illustrati, specialmente quelli pubblicati dallo stampatore francese Denis de Harsy. Con il tempo però i lettori cominciarono a preferire i libri che contenevano combinazioni di immagini e testo. Ogni combinazione consisteva di xilografie o incisioni, accompagnate da uno o più testi che invitavano i lettori a riflettere su una lezione morale generale, offerta dall'immagine unita al testo. L'immagine era suscettibile di varie interpretazioni: solo leggendo il testo il lettore poteva essere certo del significato inteso dall'autore. In questo modo i libri erano strettamente collegati alle personali combinazioni simboliche di immagine e testo, note in Inghilterra come personal devices, in Italia come imprese e in Francia come devises.
I testi potevano avere varia lunghezza, arrivando addirittura a superare le mille pagine (un esempio è il Mondo simbolico di Filippo Picinelli). Nel caso dei Pegma, cum narrationibus philosophicis (1555) di Pierre Coustau, le immagini giunsero a essere accompagnate da un vero e proprio saggio filosofico (narratio), compiuto in sé e autosufficiente, in una maniera che può essere accostata ai successivi Saggi di Michel de Montaigne.

## Fortuna editoriale
I libri di emblemi, di argomento sia profano sia religioso, raggiunsero una grande popolarità in tutta l'Europa continentale, ma in Gran Bretagna essi non affascinarono mai i lettori come altrove in Europa. I libri erano numerosi soprattutto nei Paesi Bassi, in Belgio, Germania e Francia. Andrea Alciato scrisse gli epigrammi contenuti nel primo e più diffuso libro di emblemi, Emblemata, pubblicato da Heinrich Steyner ad Augusta nel 1531, il vero e proprio capostipite del genere letterario ed editoriale. Un altro libro illustrato di successo fu Iconologia di Cesare Ripa, pubblicato la prima volta nel 1593, anche se, stricto sensu, non si tratta di un libro di emblemi, ma di una collezione di erudite allegorie.
I primi studi europei di geroglifici, come quelli di Athanasius Kircher, assumevano che i geroglifici fossero degli emblemi e, conseguentemente, li interpretavano in maniera immaginifica.